# 小溪乡 (于都县)
小溪乡，是中华人民共和国江西省赣州市于都县下辖的一个乡镇级行政单位。

## 行政区划
小溪乡下辖以下地区：
长源村、左坑村、鹅婆村、簸箕村、坳下村、黄泥塘村、小溪村、高石村、田心村、流源村、船坑村、藤桥村和桃枝村。